# Energy Globe Award
El Premio de Energía Mundial (Energy Globe Award), se trata de un concurso anual a nivel nacional e internacional que pretende premiar a aquellos proyectos de sostenibilidad que cuiden el medio ambiente, haciendo un uso económico de la energía, combinando las renovables, y que sean replicables.
El premio, creado en 1999 por Wolfgang Neumann (ingeniero austríaco), es otorgado por la Energy Globe Foundation, con sede en Austria.
El objetivo de este galardón es reforzar la atención mundial sobre posibles soluciones ambientales sustentables que puedan ser aplicadas y replicadas en otras partes del mundo, así como motivar la participación activa en el área.
El premio se presenta repartido en cinco categorías, Tierra, Fuego, Agua, Aire, Juventud y una categoría especial variable. Cada año se otorga un premio por país. De entre todos los entes premiados se eligen los destinatarios de los premios internacionales (uno por categoría).

## Premiación por año
Diferentes personas, organizaciones no gubernamentales (ONG), instituciones y compañías fueron reconocidas por sus proyectos a lo largo de las ediciones, de manera nacional o global. Algunas de ellas son:
- 2021:
  - Recupera tu silla (Colombia), proyecto de economía circular que trabaja en la restauración de muebles con impacto ambiental y social, proponiendo a las empresas reutilizar sus viejas estructuras como materia prima para la fabricación de nuevo mobiliario. Adicionalmente, el trabajo de restauración está a cargo de jóvenes víctimas del conflicto armado, quienes aprenden un oficio, y parte de las ganancias obtenidas es destinada a restaurar mobiliario que luego se dona a escuelas de bajos recursos en zonas rurales de Colombia.[8]
- 2020:
- [9] GRUPO EKO H2o+, ganadores por su proyecto Ekomuro sistema de agua lluvia - Construyendo un muros de botellas reutilizadas interconectados con un soporte tipo muro seco que almacena agua lluvia y también reutiliza aguas grises el cual fue implementado en 18 hogares de la zona rural de Mapiripán, Meta. Colombia logrando así reducir en un 30% el consumo de agua.  
  - Reforestamos México, por su iniciativa Young forest entrepreneur, cuyo objetivo consiste en mejorar la educación forestal y las habilidades empresariales (en particular en América Latina), involucrando a jóvenes estudiantes de ingeniería forestal y otras carreras relacionadas para que puedan crear proyectos que hagan uso sostenible de los recursos naturales en áreas forestales protegidas.[10]
  - La Casa Uruguaya, de la Universidad ORT Uruguay, un proyecto de vivienda autosustentable que fue desarrollado por estudiantes, graduados y docentes de esa casa de estudios. El objetivo del proyecto fue construir una vivienda que ayude a generar hábitos responsables de consumo y promueva el uso eficiente de la energía, valiéndose de estrategias bioclimáticas, domótica y la elección de los materiales utilizados.[11]
  - World Vision por su Programa de Desarrollo de las Tierras Áridas (Etiopía) para las regiones de Tigray y Oromía, cuyo objetivo es contribuir a que pequeños agricultores de las zonas áridas pasen de una agricultura de subsistencia al desarrollo rural sostenible.[12]
- 2019:
  - Proyecto UniSol (Paraguay), por su desarrollo de un modelo de agricultura sostenible en el bioma del Bosque Atlántico del Alto Paraná (BAAP).[1]
- 2018: 
  - Néstor Ángel Niño Mesa (egresado de la Universidad Autónoma de Bucaramanga, UNAB), por su proyecto de producción de biogás (bioenergía) y de digerido (que sirve como biofertilizante), en el que se convierte a los desechos de la agroindustria panelera a partir de la codigestión (principalmente, de la cachaza).[13]
  - Ecowave, por su proyecto para establecer una central que aproveche la energía de las olas en el Peñón del Gibraltar, generando y suministrando electricidad a la red localy creando oportunidades de empleo en industrias locales.[14]
- 2017:
  - Enertiva, por su proyecto Héroes Solares, cuyo propósito es el de generar un cambio positivo al planeta mediante el apoyo en lo referido a energía solar, apoyando y asesorando a quienes busquen instalar paneles solares.[15]
- 2016
- 2014:
  - Voz Natura (España), por su programa de educación ambiental, desarrollado por la Fundación Santiago Rey Fernández-Latorre, cuyo propósito consiste en concientizar e implicar a la comunidad escolar de Galicia en la recuperación y defensa de la naturaleza, a través de proyectos de acción medioambiental sobre los ecosistemas gallegos.[16]
- 2015
- 2013
- 2012
- 2011
- 2010
- 2009: 
  - La ciudad de Burgos[17] fue premiada por su programa CIVITAS 2005-2008 mediante el cual aplicó políticas de movilidad sostenible y eficiencia energética.[18]
- 2008:
  - Shyam Nandwani, investigador del Departamento de Física de la Universidad Nacional (UNA, Costa Rica), fue distinguido por su trabajo Treinta años de investigación, difusión y usos de la cocina solar en áreas rurales y urbanas para preservar la salud humana y del planeta, que condensa tres décadas de investigación alrededor del aprovechamiento de la energía solar. Shyam Nandwani creó un dispositivo solar para cocinar los alimentos al mediodía.[19]
  - Ciudad Saludable (Perú), por su modelo integral de manejo de residuos sólidos en su país y el resto de Latinoamérica.[20]
- 2007
- 2006
- 2005
- 2003:
  - Proyecto de Servicios Ambientales del Río Amoyá (Colombia), ubicado en el Municipio de Chaparral en el Departamento del Tolima, premiado por su aporte al desarrollo sostenible y a los efectos positivos que el proyecto puede generar sobre la comunidad local y el medio ambiente.[21] Se trata de un proyecto de generación de energía hidroeléctrica "a filo de agua", que contribuje reduciendo los gases de efecto invernadero.[22]
- 2002
- 2001
- 2000
- 1999